# A priori a posteriori
A priori i a posteriori són dues locucions llatines i conceptes importants dins el pensament filosòfic.

## A priori
El coneixement a priori és el coneixement que no prové de l'experiència, sinó que la precedeix i hi predisposa. Són els elements, principis, estructures o coneixements que no tenen un origen empíric, ja que descansen en la naturalesa de la pròpia raó. Es considera un saber universal i necessari. El terme va ser encunyat pel filòsof alemany Immanuel Kant.
Segons Immanuel Kant, el coneixement a priori és aquell que és necessàriament veritable i universal, fins i tot abans d'anar al món de l'experiència, ja que no depèn de l'experiència. El seu fonament són les condicions transcendentals, pures, que no només no depenen i són anteriors a l'experiència sinó que són les condicions que fan possible l'objectivitat de l'experiència. Els judicis (o proposicions) a priori són universals i necessaris; allò peculiar del pensament kantià en aquest punt és la seva creença en l'existència de judicis sintètics a priori; per ser a priori no tenen el seu fonament en l'experiència i són universals i necessaris; per ser sintètics, són extensius, ens donen informació nova.
Al llenguatge corrent, és sinònim amb prejudici, avís emès abans d'observar o d'analitzar les coses de la realitat.
El corrent crític afirma que no es pot produir un coneixement a priori perquè sempre es parteix de l'experiència prèvia, fins i tot per aprendre a raonar o deduir proposicions. Argumenta que un ésser humà privat de tots els sentits, sense cap contacte amb el món exterior, no podria tenir cap mena de coneixement.
Per contra alguns científics creuen que hi ha una sèrie de coneixements que són innats a l'individu i que s'activen quan són necessaris perquè responen a l'estructura de la mateixa ment humana. El generativisme aplica aquesta idea al llenguatge.

## A posteriori
Allò que té com a fonament l'experiència sensible o que s'obté d'ella.
A posteriori designa el coneixement la validesa del qual es funda en l'experiència, és a dir en el coneixement empíric definit com el coneixement basat en l'experiència i en últim terme en la percepció.
Ens diu què és el que existeix i les seves característiques, però no ens diu que alguna cosa ha de ser necessàriament així i no d'altra forma, ni ens dona veritable universalitat. Aquest tipus de coneixement té caràcter particular: no pot garantir que el conegut es compleixi sempre i en tots els casos.